# Tylencholaimus vigil
Tylencholaimus vigil är en rundmaskart. Tylencholaimus vigil ingår i släktet Tylencholaimus och familjen Dorylaimidae. Inga underarter finns listade i Catalogue of Life.